# Steirische Volkspartei
| Steirische Volkspartei               | Steirische Volkspartei                                        |
| ------------------------------------ | ------------------------------------------------------------- |
| Logo                                 |                                                               |
| Logo                                 |                                                               |
| Basisdaten                           |                                                               |
| geschäftsführende Landesparteiobfrau | Manuela Khom                                                  |
| Klubobmann                           | Lukas Schnitzer                                               |
| Landtagsabgeordnete                  | 13/48 (LTW 2024 / Abgeordnete)                                |
| Landesgeschäftsführer                | Georg Preßler                                                 |
| Landesräte                           | Willibald Ehrenhöfer Karlheinz Kornhäusl Simone Schmiedtbauer |
| Hauptsitz                            | Karmeliterplatz 6, 8010 Graz                                  |
| Website                              | Steirische Volkspartei                                        |

Die Steirische Volkspartei (STVP) ist die Landesorganisation (auch Landespartei) der Österreichischen Volkspartei (ÖVP) im österreichischen Bundesland Steiermark. Sie besteht aus den Teilorganisationen Bauernbund, Wirtschaftsbund, Arbeitnehmerbund, Seniorenbund, Frauenbewegung und Junge Volkspartei. Die Partei hat ihren Sitz („Landesparteileitung“) am Grazer Karmeliterplatz.
Nach der Landtagswahl 2024 verfügt die STVP über 13 Mandate im Landtag Steiermark und entsendet drei Vertreter in den Bundesrat.

## Geschichte
Die STVP wurde am 18. Mai 1945 in Graz gegründet. Dem ersten Parteivorstand gehörten unter anderem Alois Dienstleder, Josef Hollersbacher und Anton Pirchegger an. Bereits eine Woche später wurde das Parteistatut von der sowjetischen Besatzungsmacht genehmigt und der Volkspartei das Palais Galler am Karmeliterplatz als Geschäftsstelle zugewiesen. Dienstleder wurde zum Vorsitzenden gewählt, da andere führende Repräsentanten des christlichsozialen Lagers wie Alfons Gorbach und Karl Maria Stepan zu diesem Zeitpunkt noch nicht aus der KZ-Haft heimgekehrt waren und daher nicht zur Verfügung standen. Zudem war die Positionierung der neuen Partei noch weitgehend unklar.
Bei den ersten Landtagswahlen am 25. November 1945 erreichte die STVP mit 53 % der Stimmen die absolute Mehrheit, Pirchegger wurde zum Landeshauptmann gewählt, während der neue Parteiobmann Alfons Gorbach nach Wien in den Nationalrat ging.
Da man Landeshauptmann Pirchegger vorwarf, sich gegen die SPÖ nicht genug durchsetzen zu können, trat er am 6. Juli 1948 zurück und wurde durch Josef Krainer senior, den bisherigen Landesrat für Land- und Forstwirtschaft, abgelöst. Die STVP versuchte in den Nachkriegsjahren (ebenso wie die politische Konkurrenz), Angehörige des „Dritten Lagers“ bzw. ehemalige Nationalsozialisten für sich zu gewinnen. Dazu dienten etwa der Ennstaler Kreis und die „Junge Front“ von Ernst Strachwitz sowie verschiedene Heimkehrer- und Amnestie-Komitees. Es gelang großteils, die Wählerschaft des früheren Landbundes zu erschließen, nach Auftreten des VdU verlor die Partei bei den Landtagswahlen 1949 jedoch massiv an Stimmen und blieb 1953 nur aufgrund der Wahlarithmetik mandatsstärkste Partei.
Bei der Landtagswahl 1957 setzte man erstmals auf einen Persönlichkeitswahlkampf rund um den populären „Landesvater“ Krainer und konnte erdrutschartige Gewinne verzeichnen. Bei den folgenden Wahlen erzielte die Partei stets einen größeren Stimmenanteil als bei den jeweiligen Nationalratswahlen und eroberte mehrmals die absolute Stimmen- und Mandatsmehrheit. Die starke innerparteiliche Stellung Krainers äußerte sich auch durch Kritik an der Bundesparteiführung unter Julius Raab und später an Gorbach, an deren Sturz Krainer maßgeblich beteiligt war. Unter Friedrich Niederl, der nach Krainers Tod im November 1971 Landeshauptmann und Parteiobmann geworden war, erreichte die STVP bei der Wahl 1974 mit 53,27 Prozent und 31 Mandaten ihr bisher bestes Ergebnis. Am 4. Juli 1980 wurde Josef Krainer junior zum neuen Landeshauptmann gewählt und wurde zugleich Landesparteiobmann, eine Funktion, die er bereits unter Niederl geschäftsführend innegehabt hatte. Die 1980er-Jahre waren politisch vor allem durch die Krise der verstaatlichten Industrie und den Kampf gegen die Stationierung der Saab 35 Draken-Abfangjäger in Zeltweg geprägt. 1987 wurde die parteieigene Tageszeitung Südost Tagespost, die seit 1945 erschienen war (bis 1951 als Das Steirerblatt), eingestellt.
1991 verlor die STVP zum ersten Mal seit 1957 die absolute Mandatsmehrheit, Krainer wurde aber mit den Stimmen aller drei Landtagsparteien einstimmig als Landeshauptmann wiedergewählt. Nach einer erneuten schweren Niederlage bei der Landtagswahl 1995 trat Krainer zurück, Landesparteiobmann und Landeshauptmann wurde mit Waltraud Klasnic erstmals in der Geschichte Österreichs eine Frau. Klasnic wurde im Landtag gegen den Kandidaten der mandatsgleichen SPÖ mit den Stimmen der FPÖ gewählt und unterhielt – wie zuvor schon Krainer – gute Beziehungen zu Jörg Haider. Nach der Nationalratswahl 1999 trat die Steirische Volkspartei als Fürsprecher einer schwarz-blauen Koalition in Wien auf, die schließlich im Februar 2000 unter Wolfgang Schüssel gebildet wurde. Bei der Landtagswahl 2000 konnte die Partei über 11 Prozentpunkte zulegen, was nicht zuletzt auf Klasnics Popularität als „Landesmutter“ durch ihr Auftreten nach dem Grubenunglück in Lassing 1998 zurückgeführt werden kann. Die Folgejahre waren jedoch von politischen Affären (u. a. um Missbrauch öffentlicher Fördermittel durch den Tierpark Herberstein) und innerparteiliche Streitigkeiten um den Landesrat Gerhard Hirschmann geprägt, sodass die Volkspartei bei der Wahl 2005 erstmals die relative Mandatsmehrheit und somit das Amt des Landeshauptmanns an die SPÖ verlor.
Seit 18. März 2006 war Hermann Schützenhöfer Obmann der Steirischen Volkspartei und seit Juni 2015 Landeshauptmann der Steiermark. Nach der Nationalratswahl 2008 trat die Partei unter Schützenhöfer erneut gegen eine schwarz-rote Koalition auf. Die Landtagswahl 2010 endete mit leichten Stimmenverlusten für die Volkspartei, die bis 2015 mit der SPÖ unter Landeshauptmann Franz Voves weiterregierte. Bei der darauffolgenden Landtagswahl im Mai desselben Jahres verloren SPÖ und ÖVP stark – vor allem zugunsten der Freiheitlichen. Nach kurzen Koalitionsverhandlungen kam es jedoch zur Neuauflage von rot-schwarz, wobei Schützenhöfer als Chef der zweitstärksten Partei das Amt des Landeshauptmanns übernahm.
Bei der Landtagswahl im November 2019 ging Schützenhöfer als deutlicher Sieger hervor, mit 36,05 Prozent der Stimmen konnte er den ersten Platz für die ÖVP wieder zurückerobern. Bereits drei Wochen nach der Wahl wurde die neue Koalition mit der SPÖ im Landtag angelobt, die Steirische Volkspartei regiert nunmehr mit vier Landesräten.
2022 folgte Christopher Drexler Schützenhöfer als Landeshauptmann und Landesparteiobmann nach. Drexler wurde im September 2022 am Landesparteitag mit 98 Prozent der Stimmen zum Landesparteiobmann gewählt, Stellvertreter wurden Viktoria Brandner, Andreas Herz, Karlheinz Kornhäusl, Marcus Martschitsch, Helene Silberschneider und Barbara Walch.
Im November 2024 verlor die Steirische Volkspartei bei der Landtagswahl mehr als 9 Prozentpunkte und damit nach 2000 erneut auch die relative Mandatsmehrheit. Nach Verhandlungen kam es zur Bildung der ersten FPÖ-geführten Landesregierung in der Steiermark. Auf Vorschlag von LH Christopher Drexler wurde Manuela Khom zur geschäftsführende Landesparteiobfrau gewählt, in der konstituierenden Sitzung des Landtag Steiermark wurde Khom am 18. Dezember 2024 zur Landeshauptmann-Stellvertreterin gewählt.
Im März 2025 wurde bekanntgegeben, dass der Edelschrotter Bürgermeister Georg Preßler Detlev Eisel-Eiselsberg im Mai 2025 als Landesgeschäftsführer nachfolgen soll.

## Inhaltliche Positionierung
Die Partei pflegte jahrzehntelang das Image der „Innovationspartei“, die durch internationale Kontakte (u. a. auch zu den damals kommunistischen Nachbarstaaten) und regionalen Kulturinitiativen (Steirischer Herbst) gekennzeichnet war. Hinzu kamen öffentliche Diskussionprozesse über landespolitische Perspektiven unter dem Titel „Modell Steiermark“. Während der Zeit der Parteiobmänner Josef Krainer senior und Josef Krainer junior versuchte die STVP, von Liberalen bis hin zum deutschnationalen Lager möglichst viele gesellschaftlichen Gruppen in die Parteistrukturen einzubinden. Diese Strategie wurde unter dem von Hanns Koren geprägten Schlagwort „steirische Breite“ bekannt. Das häufig gespannte Verhältnis zur Bundes-ÖVP führte bereits mehrfach zu Überlegungen um eine organisatorische Loslösung der Steirischen Volkspartei und Bildung einer parlamentarischen Fraktionsgemeinschaft mit der ÖVP nach dem Muster der bayerischen CSU.
Die STVP betrachtet sich selbst als kritisch-reformorientiert und vertritt in verschiedenen Fragen, wie etwa im Bereich des Schulwesens, deutlich von der Bundespartei unterschiedliche Konzepte. Politische Schwerpunkte sind laut dem Parteiprogramm Wege für die Steiermark Arbeit, Sicherheit, Nachhaltigkeit und Gemeinschaft. Als Parteifarben verwendet die Volkspartei die Landesfarben weiß-grün, im Parteilogo ist das Landeswappen, der Steirische Panther enthalten. Die Partei bezeichnet sich in ihren Publikationen gelegentlich als „Die Steiermark-Partei“, was auf ihre betont föderalistische Grundhaltung hindeutet. Die – innerhalb der Gesamtpartei – eher liberale Haltung der STVP wird häufig unter Berufung auf die Reformen unter Erzherzog Johann betont, in dessen Tradition sich die STVP häufig stellt. Kritiker sprechen daher von einer unzulässigen Gleichsetzung von Partei und steirischem Landesbewusstsein.

## Parteiobleute und Landesgeschäftsführer seit 1945
|  |  |

Quelle